# Chilgok
Der Landkreis Chilgok (kor.: 청송군, Chilgok-gun) befindet sich in der Provinz Gyeongsangbuk-do in Südkorea. Der Verwaltungssitz befindet sich in der Stadt Waegwan. Der Landkreis hatte eine Fläche von 451 km² und eine Bevölkerung von 121.085 Einwohnern im Jahr 2019. Der Kreis befindet sich nördlich der Stadt Daegu.

Lage des Landkreises in Gyeongsangbuk-do